# Javorník (Proseč pod Ještědem)
Javorník (německy Jawornik) je malá vesnice, část obce Proseč pod Ještědem v okrese Liberec. Nachází se asi dva kilometry jihozápadně od Proseče pod Ještědem. Javorník leží v katastrálním území Javorník u Českého Dubu o rozloze 4,6 km². V katastrálním území Javorník u Českého Dubu leží i Domaslavice, Horka a Padouchov.

## Historie
První písemná zmínka o vesnici pochází z roku 1548.

## Fotogalerie

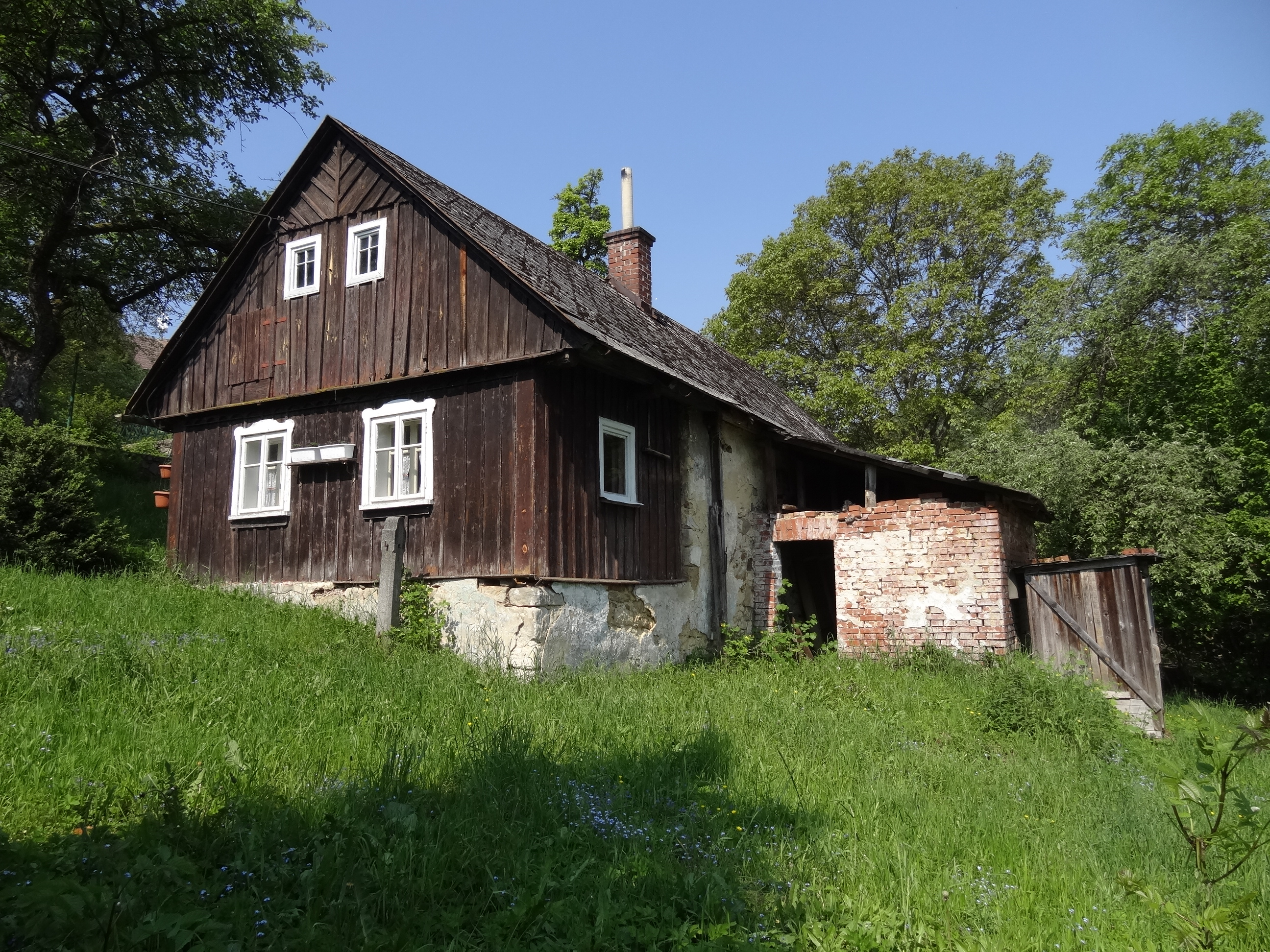
dům čp. 11
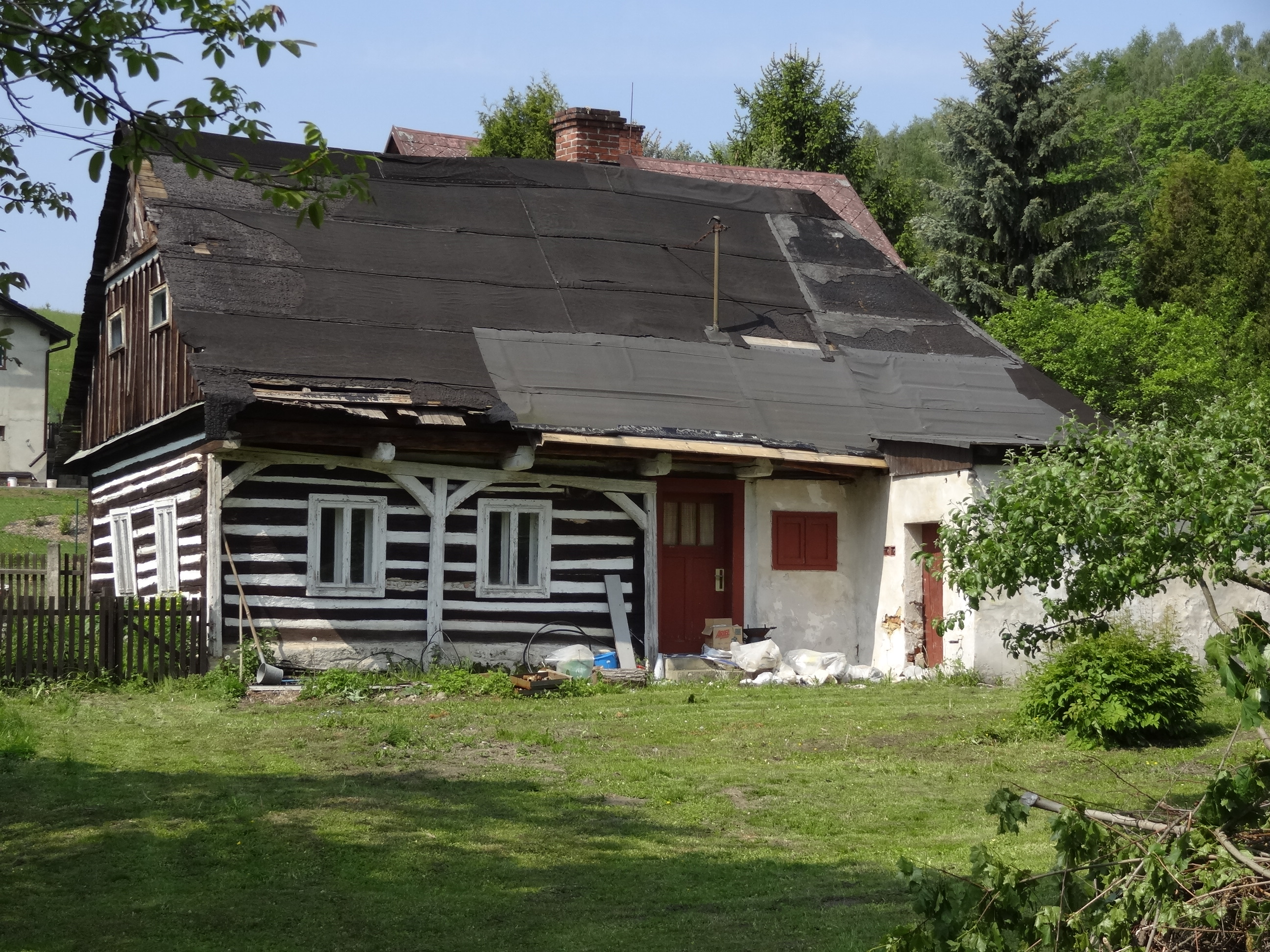
dům čp. 27
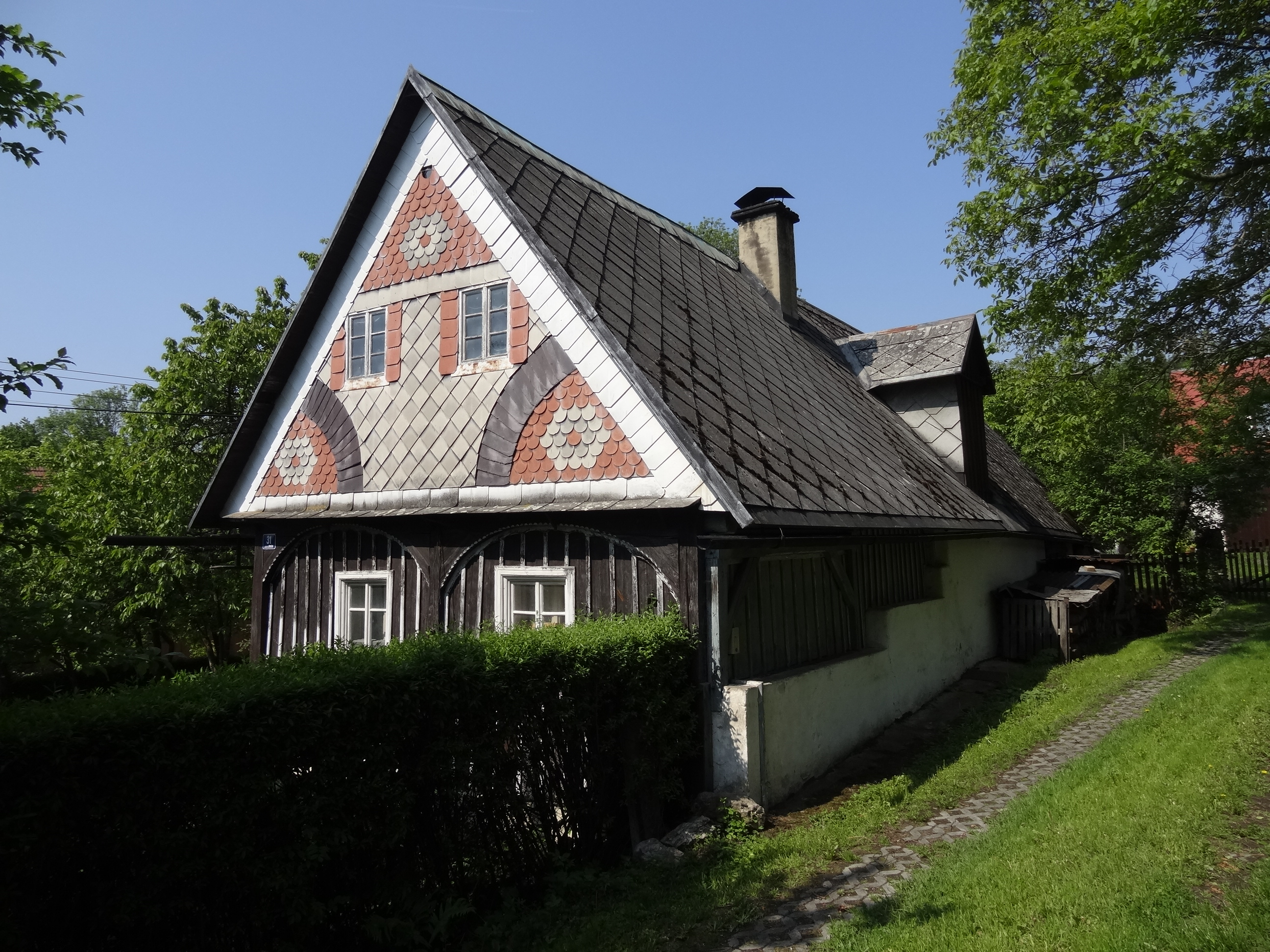
dům čp. 31
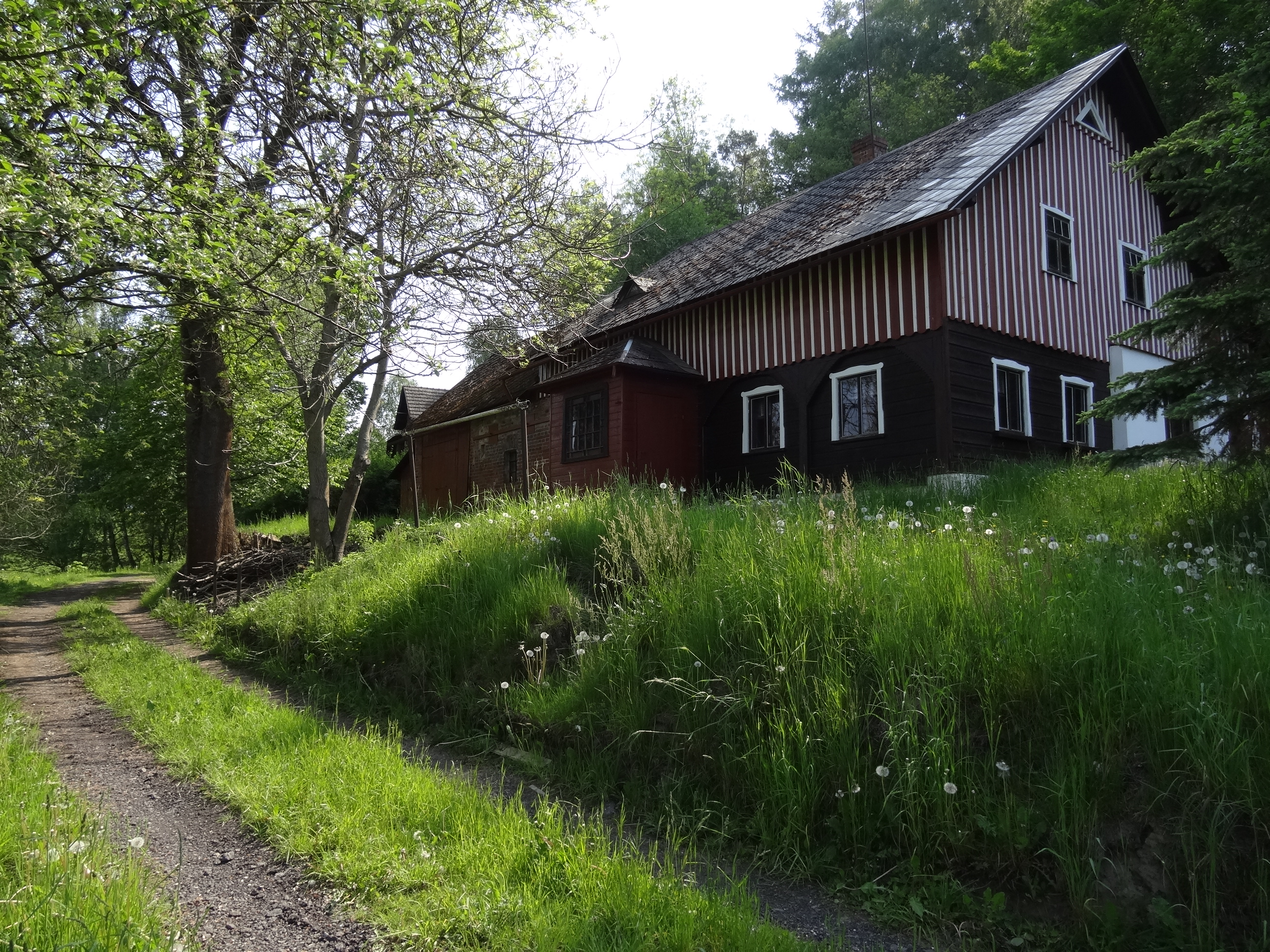
dům čp. 36
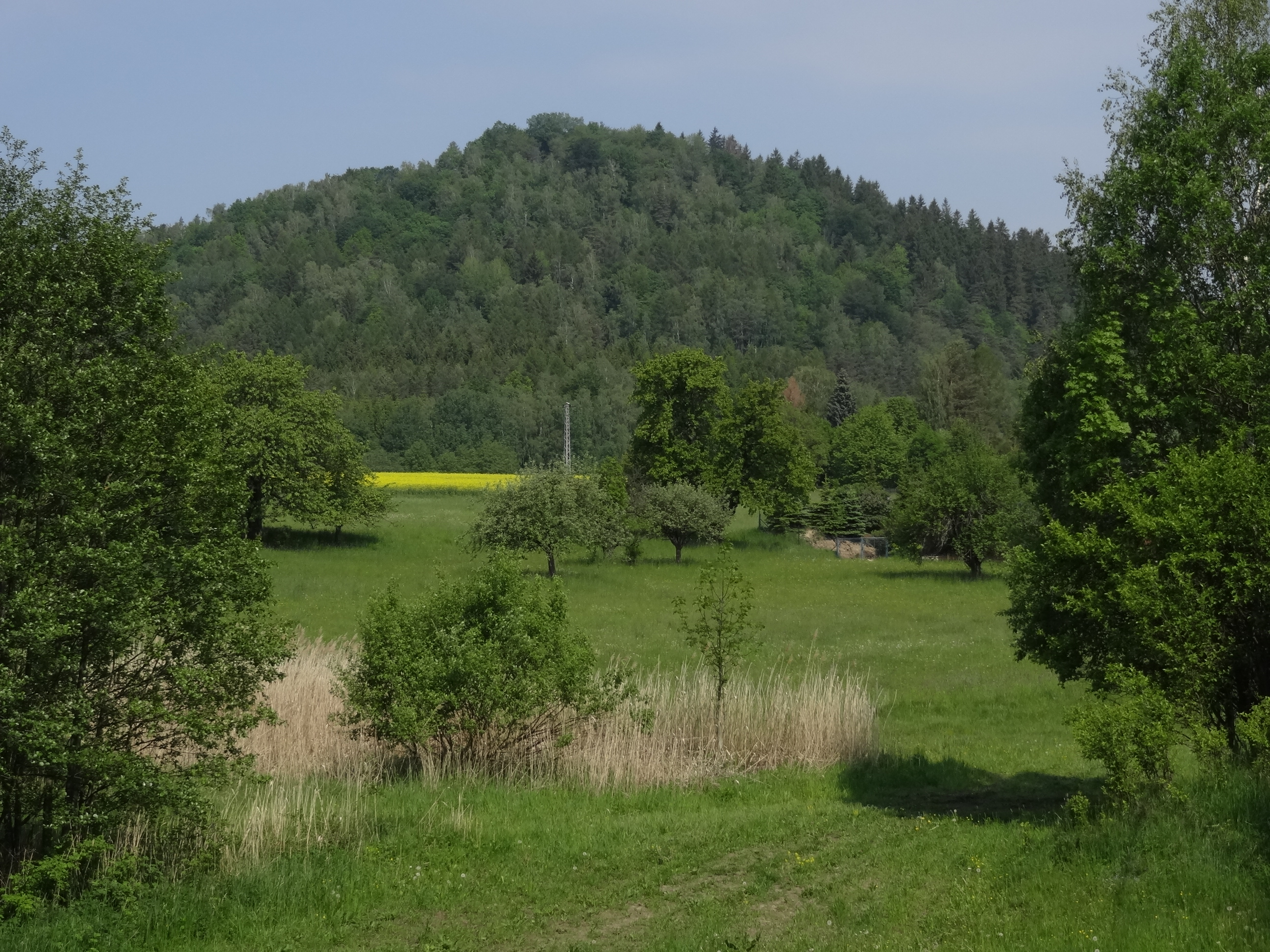
Mazova horka z luk jižně od vsi